# Ernst Schädlich

Ernst Schädlich

Ernst Arno Schädlich (* 30. Juni 1884 in Auerbach/Vogtl.; † 15. Januar 1949 in Celle) war ein deutscher Lithograph, politischer Funktionär und Politiker (SPD). Schädlich war unter anderem Reichstagsabgeordneter und Stadtdirektor von Celle.  Während der NS-Zeit wurde er zeitweise in einem KZ inhaftiert.

## Leben und Wirken
Schädlich war Sohn eines Handschuhmachers und besuchte die Volksschule in Auerbach, Mittweida und Hannover.
Ebenfalls in Hannover durchlief er eine Lehre als Lithograf und begab sich anschließend auf Wanderschaft. 1905 wurde er Mitglied der SPD.
Auf einer 1912 oder 1913 gefertigten Fotografie ist Schädlich, seinerzeit aus Hannover kommend, als einer von zahlreichen Schülern zu sehen sowie das Lehrerkollegium der Parteischule der SPD in Berlin, darunter zum Beispiel Rosa Luxemburg.
In der damaligen Industriestadt Linden verfasste Schädlich seine 1913 in der Zeitschrift Die Gleichheit veröffentlichte Schrift Ferienwanderungen und -spiele in Hannover-Linden.
Bis 1914 arbeitete er in seinem Beruf in Breslau, Dresden, Mannheim und Hannover.
1914 wurde Ernst Schädlich der erste Arbeitersekretär in Celle, eine Funktion, die er bis 1921 ausübte.

### Weimarer Republik
Gegen Ende des Ersten Weltkrieges wurde Schädlich im Zuge der Novemberrevolution 1918 zum Vorsitzenden des Celler Arbeiter- und Soldatenrats gewählt und nahm im Folgemonat Dezember als Delegierter am  Ersten Kongress der Arbeiter- und Soldatenräte Deutschlands teil. Anschließend saß er vom Januar 1919 bis zum Juni 1920 als Abgeordneter in der Weimarer Nationalversammlung.
In Celle übte Schädlich von 1919 bis 1921 das Amt des Stadtverordnetenvorstehers aus. In diesem Zeitraum gründete er 1920 gemeinsam mit „Prof. Paul Jahnke“ die Volkshochschule Celle, die Schädlich dann auch leitete.
Ab 1921 arbeitete Ernst Schädlich als besoldeter Celler Stadtrat und wurde – ebenfalls 1921 – Miteigentümer als Gesellschafter der Celler Volkszeitung.
1929 wirkte Schädlich als Dozent an der Beamtenfachschule des Hannoverschen Städtevereins. 1930 wurde er Mitglied des Bezirksausschusses Lüneburg und 1931 Mitglied des Aufsichtsrates der Celler Kleinbahnen.

### NS-Zeit
Nach der Machtübernahme durch die Nationalsozialisten zu Beginn des Jahres 1933 wurde Ernst Schädlich aus sämtlichen Ämtern entfernt. Er siedelte daraufhin nach Hannover über, wo er Verbindung zu der Widerstandsorganisation Sozialistischen Front hielt. Seinen Lebensunterhalt bestritt er als Einkassierer eines in jüdischem Besitz befindlichen Abzahlungsgeschäftes sowie als Vertreter für ein Kaffeeunternehmen durch.
Im Dezember 1937 wurde Schädlich für kurze Zeit verhaftet. Insbesondere wurde er immer wieder zu seinen häufigen Fahrten nach Celle vernommen.
Als Schädlich 1939 erneut ohne Einkommen dastand, besuchte er eine Handelsschule, wo er die Buchhaltung lernte. Mit dieser neuen Fähigkeit bestritt er bald darauf seinen Lebensunterhalt. 
Nach dem gescheiterten Attentat vom 20. Juli 1944 auf Adolf Hitler wurde Schädlich im Zuge der „Aktion Gewitter“, einer Massenverhaftungsaktion, die sich gegen politische Funktionsträger aus der Zeit der Weimarer Republik richtete, erneut verhaftet und vom Gestapo-Gefängnis in Ahlem in das Konzentrationslager Neuengamme überstellt.

### Kriegsende und Nachkriegszeit
Schon vor dem Ende des Zweiten Weltkrieges wurde Schädlich durch die Britischen Militärbehörden im Mai 1945 wieder als besoldeter Stadtrat in Celle eingesetzt. Von März 1946 an bis zu seinem Tod amtierte er dann als Stadtdirektor von Celle.
Ebenfalls 1946 gründete Schädlich die zuvor unter den Nationalsozialisten aufgelöste Volkshochschule Celle erneut.

## Schriften
- Ferienwanderungen und -spiele in Hannover-Linden, in: Die Gleichheit, 23. Jahrgang (1913), Nr. 26, S. 410f (online).
- Im Kreuzfeuer der Ereignisse. Erlebnisse eines Kommunal-Politikers 1914–1948, Celle: Verlag Schweiger & Pick, 1949
  - Nachdruck anlässlich des 150-jährigen Gründungsjubiläums des SPD-Ortsvereins Celle, mit einer Einführung von Dietrich Burggraf, Hrsg.: SPD Ortsverein Celle, Norderstedt: BoD, 2018